# César e Cleópatra
César e Cleópatra (em inglês:  Caesar and Cleopatra) é um filme britânico de 1945, do gênero drama, dirigido por Gabriel Pascal e estrelado por Claude Rains, Vivien Leigh e Stewart Granger.